# Club Sportivo Carapeguá
El Club Sportivo Carapeguá es un club de fútbol de Paraguay que tiene su sede en la ciudad de Carapeguá, en el Departamento de Paraguarí. Fue fundado el 3 de septiembre de 2010 como unión de los clubes de la Liga Carapagüeña (cuya selección ganó el Campeonato Pre-Intermedia 2010), jugó en la División Intermedia, y logró el subcampeonato en su primera incursión en la temporada 2011, por lo que logró el ascenso a la máxima categoría, en la que se mantuvo por dos temporadas. Actualmente se encuentra en segunda división del fútbol paraguayo.
Es uno de los clubes más jóvenes en la División Intermedia y los colores que lo identifican son el rojo y el blanco. Juega sus partidos de local en el Estadio Municipal de Carapeguá con capacidad para 10 000 personas sentadas. 
La institución disputa la Primera y Segunda División como Sportivo Carapeguá ya que es esta institución la que se encuentra afiliada a la Asociación Paraguaya de Fútbol, en la Tercera División compite como Selección Carapegueña ya que esa división es organizada por la Unión del Fútbol del Interior.

## Historia
Fue fundado el 3 de septiembre del 2010, luego de que la Liga Carapegüeña de Fútbol se proclamó campeona del Torneo Pre-Intermedia, en su segunda versión.
El exjugador Eradio Espinoza, fue nombrado el primer entrenador del club, para la temporada de Intermedia 2011.
El primer encuentro del club en la División Intermedia, jugando de local en el Estadio Teniente 1º Alcides González, se produjo ante el Sport Colombia y con una victoria por la mínima diferencia, ante más de 3000 espectadores. El primer gol convertido para la institución fue obra de Marco Prieto.
El 24 de septiembre de 2011 en el Teniente 1º Alcides González derrota al Deportivo Caaguazú por 4 goles a 1; goles marcados en 2 ocasiones por Marco Prieto y en 1 ocasión Jorge Ayala y Eduardo Echeverría. De esa forma obtuvo el ascenso a la Primera División de Paraguay para la Temporada 2012.
Debutó en la Primera División el 3 de febrero de 2012 ante el Olimpia cayendo derrotado por 3 a 2. El primer gol histórico del cuadro carapegüeño en la Primera División lo marcó Eduardo Echeverría. Ante ese mismo equipo, triunfaba por 4 a 1 en la fecha 22° del torneo Clausura 2012, salvando en el último partido la categoría y terminando 9° en la tabla general del 2012. Al año siguiente descendió a la Segunda División.
En la temporada 2015 el club no realizó un buen campeonato y en la fecha 25 a falta de 5 jornadas para concluir el campeonato de la División Intermedia el club matemáticamente por su producción en la tabla de promedios fue condenado al descenso a la Primera División Nacional B (tercera división), campeonato que es organizado por la U.F.I.
En la temporada 2016 compitió en el Campeonato Nacional B, conformando el grupo B en primera fase, en donde finalmente terminó ubicado en el tercer lugar por diferencias de goles, lo que no le permitió pasar a la siguiente ronda, ya que conquistó 17 puntos al igual que el club 22 de Septiembre de Encarnación, pero este último clasificó como segundo.
En la temporada 2017 compitió en el campeonato de la Primera División B Nacional, en la que pasó la primera fase al ocupar el cuarto puesto del Grupo B, pero quedó eliminado en la segunda fase. 
En la temporada 2018 compitió en el campeonato de la Primera División B Nacional, como Liga Carapegueña ya que es un torneo organizado por la UFI, pero fue eliminado en la primera fase.
En el año 2021 está compitiendo Primera División B Nacional,y es considerado uno de los candidatos más fuertes para lograr el título y obtener el repechaje para volver a la temporada 2022

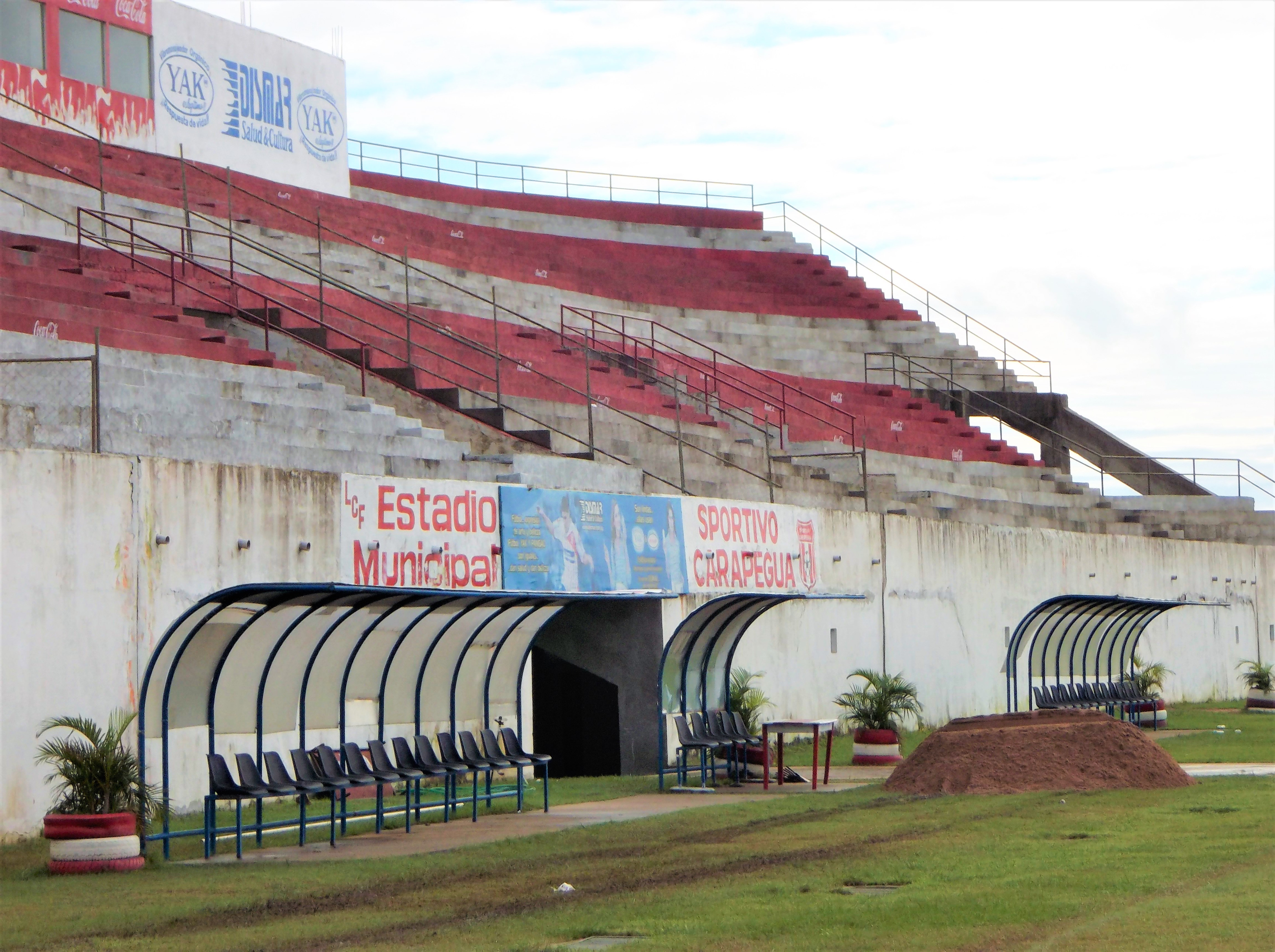
Estadio Municipal de Carapeguá.

En la temporada 2022 vence en la final al Deportivo Caaguazú por marcador de 1 a 0, confirmando su retorno a la División Intermedia.

## Estadio
Véase también: Estadio Municipal de Carapeguá
El Club Sportivo Carapeguá jugó su primera temporada en la División Intermedia en el estadio propiedad del club Teniente 1º Alcides González.
El 30 de diciembre de 2010, se inició la construcción de un nuevo estadio, ubicado en la ciudad de Carapeguá, sobre la Ruta 1. Una vez concluida la primera parte de la obra, el estadio alberga a unas 10 000 personas. Cuenta con vestuarios, graderías, empastado con regadío automático, torres de iluminación, cabinas para los medios de prensa y palcos oficiales. El estadio cuenta con una preferencia para 6500 personas y una platea falsa para 3500 personas.
Desde el torneo clausura 2012 usa el Estadio Municipal de Carapeguá con capacidad para 10 000 personas sentadas.

## Jugadores

### Plantilla 2013
- Actualizada el 18 de enero de 2015.

## Temporadas
- Temporadas en 1° (2): (2012-2013).
- Temporadas en 2° (5): (2011, 2014, 2015, 2023, 2024).

## Palmarés
- Subcampeón de la División Intermedia (1): 2012
- Campeón de la Primera División B Nacional (1): 2022
- Torneo de Pre-Intermedia (como Liga Carapegüeña de Fútbol): 2009/10